# Bambuseria de Prafrance
La Bambuseria de Prafrance (en francés: Bambouseraie de Prafrance) es un parque y jardín botánico de propiedad privada, en una finca de 34 hectáreas de superficie, situada en Gard, a 11 km al suroeste de Alès y a 2 km al norte de Anduze, en la que hay numerosos bambúes que se plantaron a partir de 1856 por Eugène Mazel.
Este jardín botánico está inscrito en el "Inventario Suplementario" de «Monument Historique (France)» MH (2008).
También está catalogado como «Jardin Remarquable» ( jardín notable) en el 2005.

## Localización
La Bambouseraie, Domaine de Prafrance 30140 - Générargues Anduze (a 2 kilómetros al norte de Anduze)
El lugar donde se sitúa Bambuseria de Prafrance es una cuenca de valle, cuyo fondo está constituido por aluviones modernos del cuaternario y del que las paredes se forman por calizas de distintos períodos y granito.
Este lugar presenta clima mediterráneo, Prafrance recibe por término medio 1100 mm de agua al año, pero el régimen de las aguas puede ser irregular, tormentas torrenciales o sequía, por eso el parque se dotó con canales de riego permanentes, cuya longitud supera los 5 km.
Bambouseraie de Prafrance, Générargues, Anduze, Gard, Languedoc-Roussillon France-Francia.
Planos y vistas satelitales. 44°4′16″N 3°58′40″E / 44.07111, 3.97778
Está abierto a diario en los meses cálidos del año, y se paga una tarifa de entrada.

## Historia
El nombre de Prafrance viene de Pra Fran que significaba prefran, es decir, libre de impuesto. De este privilegio concedido a los señores solo subsiste el nombre deformado por el uso en Prafrance.
En este lugar se creó la plantación de bambú gracias a Eugène Mazel hombre de negocios que había hecho fortuna en el comercio de especias que importaba directamente de Asia, y un apasionado de la botánica.
Gracias a su fortuna y a su actividad le permitió traer de estos países alejados plantas casi desconocidas, en su tiempo, en Europa. En 1856, Mazel compra la finca de Prafrance, con el fin de realizar su sueño, el de crear una plantación de bambú.
Para mantener esta plantación se necesitaban numerosos jardineros Varias decenas de jardineros son necesarias para su mantenimiento. Todo eso cuesta muy caro y, en 1890, Mazel se arruina y no se repondrá, por lo que debe de abandonar su propiedad al Crédit Foncier de France (Crédito de propiedad de la tierra de Francia).
El banco administra a Prafrance hasta el 2 de noviembre de 1902, fecha en la cual Gaston Nègre lo compra. Gaston Nègre emprende con determinación el rescate del resto de las colecciones de Mazel, intentando no solamente conservarlos sino más aún, enriquecerlos. Maurice Nègre, ingeniero agrónomo, prosigue la tarea de su padre, a partir de 1948, intentando rehabilitarlo de los serios daños causados por las inundaciones de 1958, Maurice Nègre murió accidentalmente en 1960.
La Plantación de bambú no habría podido nunca seguir adelante por la pérdida de su conservador, pero la mujer de Maurice Nègre se dedicó a proseguir la obra de su marido, con valor y éxito.
En 1977, su hija Muriel y su yerno Yves Crouzet, ingeniero hortícola, toman las riendas de la gestión de la finca y el desarrollo del parque. En 2004, Yves se retiró de la Plantación de bambú, dejando así la dirección de ésta a Muriel.
Desde 2004, es Muriel Nègre quien preside la dirección de la bambouseraie. En 2005, fue catalogado como Jardin Remarquable y en el 2008 fue inscrito en la lista suplementaria de los "monuments historiques".

## Colecciones

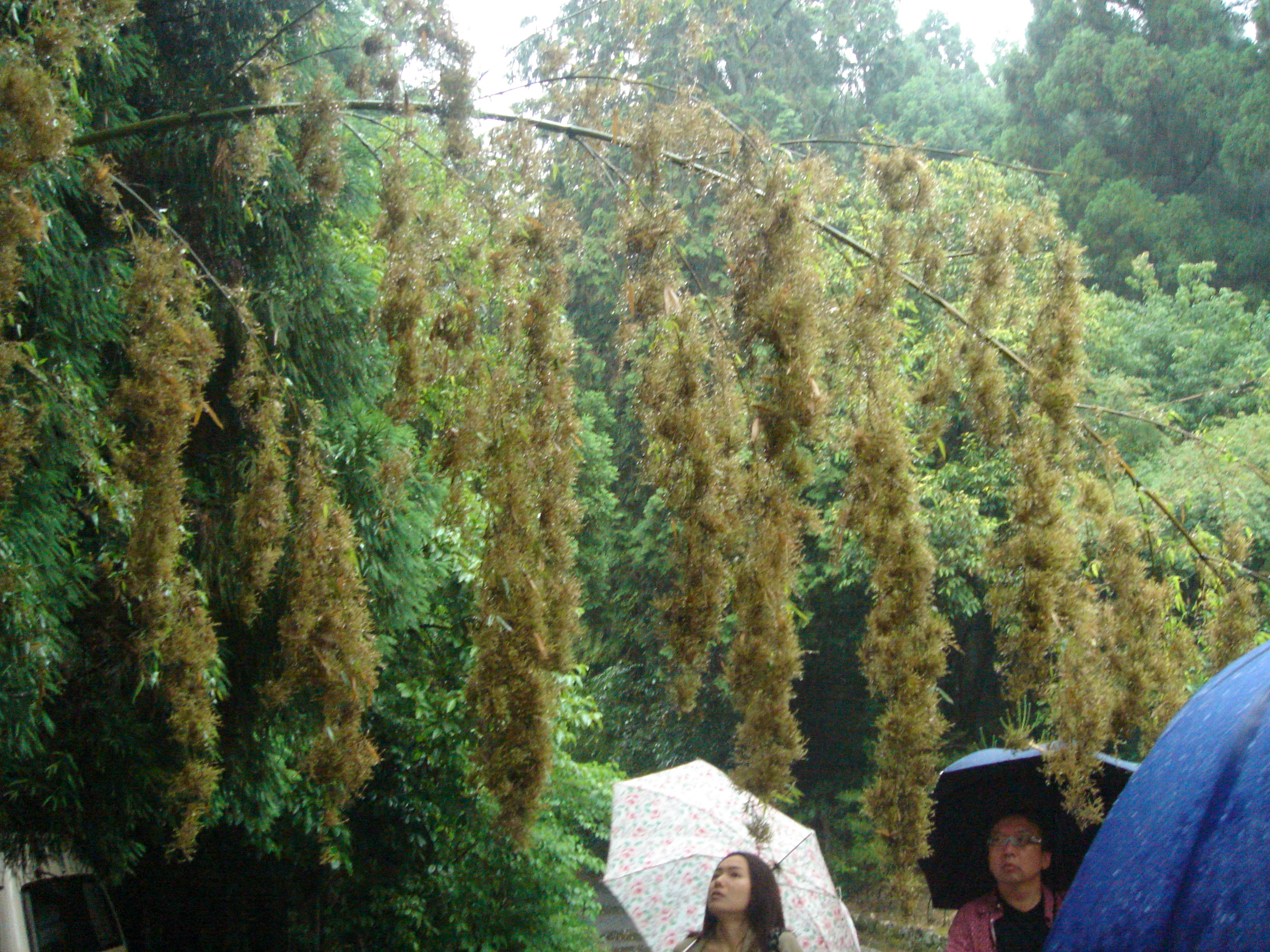
Floraciones del Bambú.

- El Bosque de Bambús, ocupa la mayor parte del parque, encontrándose numerosas especies.
  - Bambús enanos (con una talla entre 0,10 y 1,5 metros), Pleioblastus distichus, Pleioblastus fortunei, Pleioblastus pumilus, Pleioblastus pygmaeus, Pleioblastus viridistriatus, Pleioblastus viridistriatus ’Chrysophyllus’, Pleioblastus viridistriatus ’Vagans’, Sasa admirabilis, Sasa masamuneana ’Albostriata’, Sasa masamuneana ’Aureostriata’, Shibataea Kumasaca.
  - Bambús pequeños ( con una talla entre 1 y 3 metros ), Bambusa multiplex ‘Elegans’, Chimonobambusa marmorea, Chimonobambusa marmorea ‘Variegata’, Fargesia Murielae, F. Murielae ‘Harewood’, F. Murielae ‘Jumbo’, F. Murielae ‘Simba’, Fargesia Nitida, Fargesia robusta, Hibanobambusa tranquillans ‘ Shiroshima’, Pleioblastus chino ‘Elegantissimus’, Pleioblastus shibuyanus ‘Tsuboï’, Sasa latifolia, Sasa palmata ‘Nebulosa’, Sasa tessellata, Sasa tsuboiana, Sasa veitchii, Sinobambusa rubroligula.
  - Bambús medianos ( con una talla entre 3 y 8 metros ), Arundinaria kunishii, Arundinaria kunishii, Arundinaria anceps, Bambusa multiplex, Bambusa multiplex ‘Alphonse Karr’, Bambusa multiplex ‘Golden goddess’, Bambusa ventricosa, Bambusa ventricosa ‘Kimmei’, Chimonobambusa quadrangularis, Chimonobambusa quadrangularis ‘Tatejima’, Chimonobambusa tumidissinoda, Chusquea coronalis, Hibanobambusa tranquillans, Himalayacalamus asper, Otatea acuminata, Phyllostachys arcana ‘Luteosulcata’, Phyllostachys aurea, Phyllostachys aurea ‘Flavescens inversa’, Phyllostachys aurea ‘Holochrysa’, Phyllostachys aurea ‘Koi’, Phyllostachys aureosulcata, Phyllostachys aureosulcata ‘Aureocaulis’, Phyllostachys aureosulcata ‘Spectabilis’, Phyllostachys bambusoides ‘Marliacea’, Phyllostachys bambusoides ‘Subvariegata’, Phyllostachys bissetii, Phyllostachys dulcis, Phyllostachys flexuosa, Phyllostachys glauca, Phyllostachys heteroclada, Phyllostachys humilis, Phyllostachys manii, Phyllostachys meyeri, Phyllostachys nidularia, Phyllostachys nigra, Phyllostachys nuda, Phyllostachys nuda ‘Localis’, Phyllostachys pubescens ‘Heterocycla’, Phyllostachys praecox, Phyllostachys praecox ‘Viridisulcata’, Phyllostachys proprinqua, Phyllostachys rubromarginata, Pleioblastus gramineus, Pleioblastus hindsii, Pleioblastus linearis, Pseudosasa amabilis, Pseudosasa japonica, Pseudosasa japonica ‘Variegata’, Pseudosasa japonica ‘Tsutsumiana’, Semiarundinaria fastuosa, Semiarundinaria makinoi, Semiarundinaria Okuboi, Semiarundinaria yashadake ‘Kimmei’, Sinobambusa tootsik, Sinobambusa tootsik ‘Albovariegata’, Thamnocalamus tessellatus.
  - Bambús gigantes ( con una talla entre 8 y 28 metros ), Bambusa arundinacea, Bambusa arundinacea, Bambusa oldhamii, Bambusa textilis, Bambusa vulgaris ’Striata’, Phyllostachys bambusoides, Phyllostachys bambusoides ‘Castillonis’, Phyllostachys bambusoides ‘Castilloni inversa’, Phyllostachys bambusoides ‘Holocrysa’, Phyllostachys bambusoides ‘Tanakae’, Phyllostachys edulis ‘Moso’,Phyllostachys makinoi, Phyllostachys nigra ‘Boryana’, Phyllostachys nigra ‘Henonis’, Phyllostachys pubescens (MAZEL), Phyllostachys pubescens ‘Bicolor’, Phyllostachys viridis ’Mitis’, Phyllostachys viridis ‘Sulfurea’, Phyllostachys vivax, Phyllostachys vivax ‘Aureocaulis’, Phyllostachys vivax ‘Huanvenzhu’, Phyllostachys violascens, Phyllostachys viridiglaucescens.

Algunos especímenes de bambús en la "Bambouseraie de Prafrance".

Especímenes
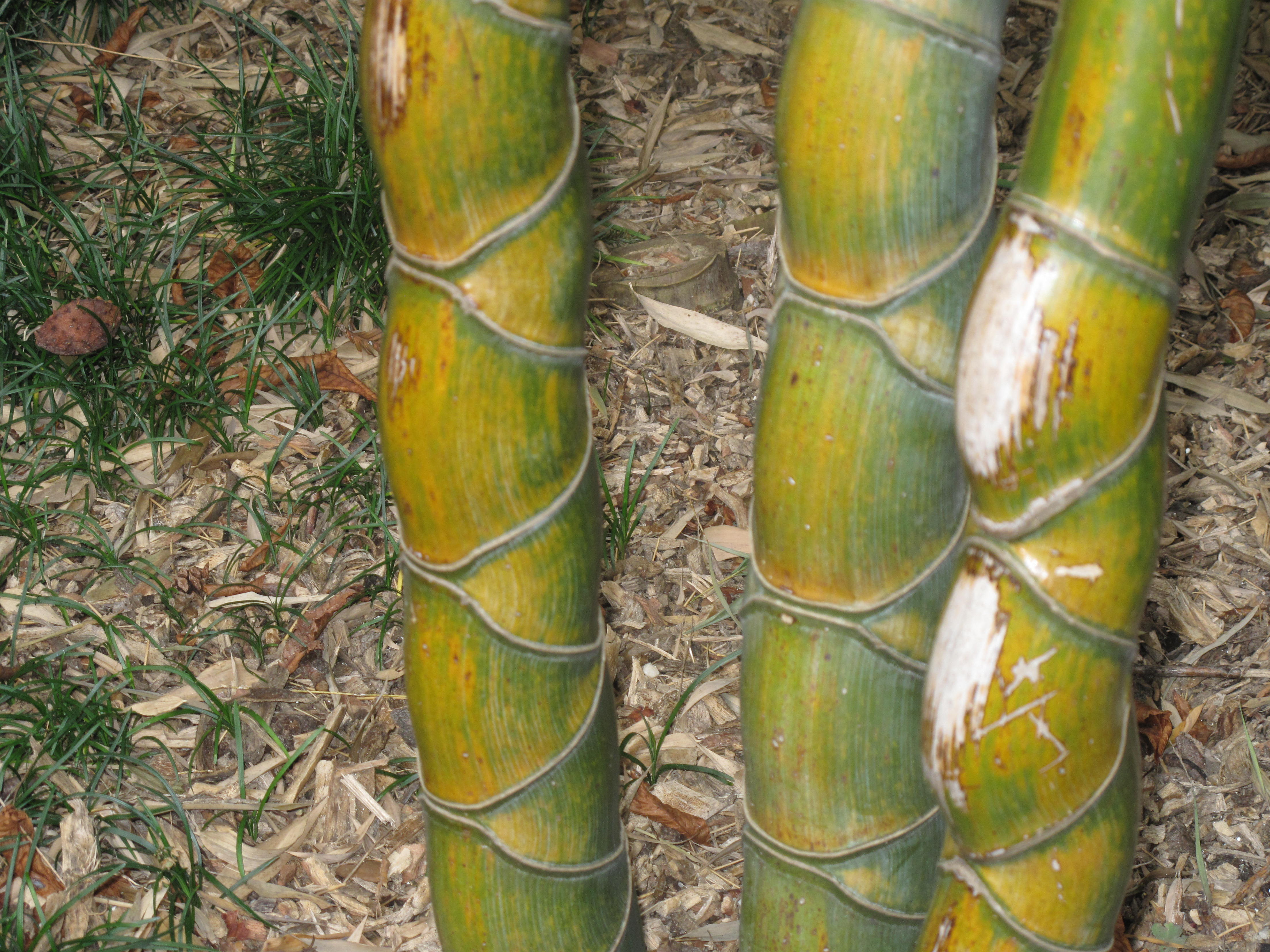
Phyllostachys heterocycla.
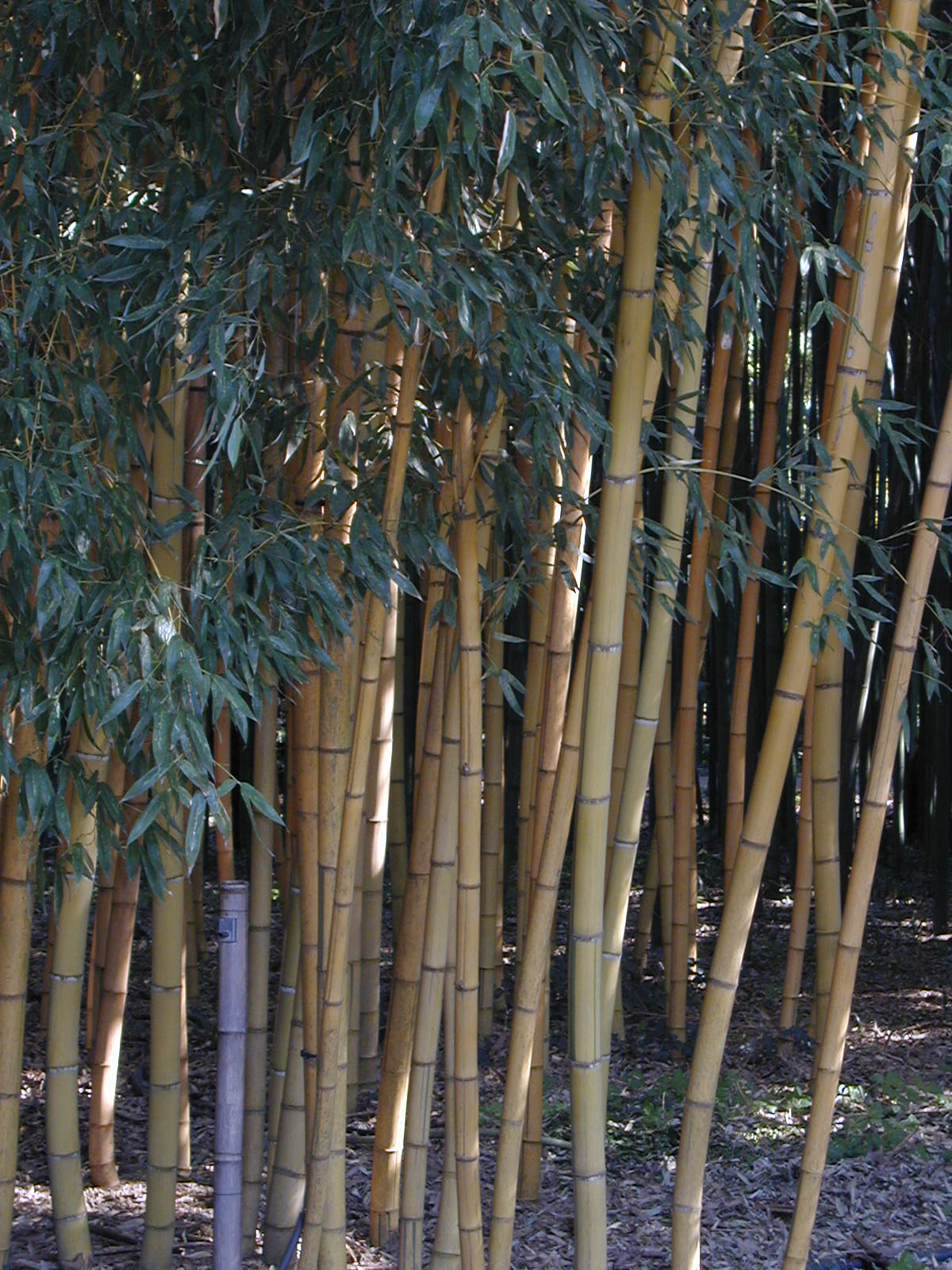
Phyllostachys sulfurea.
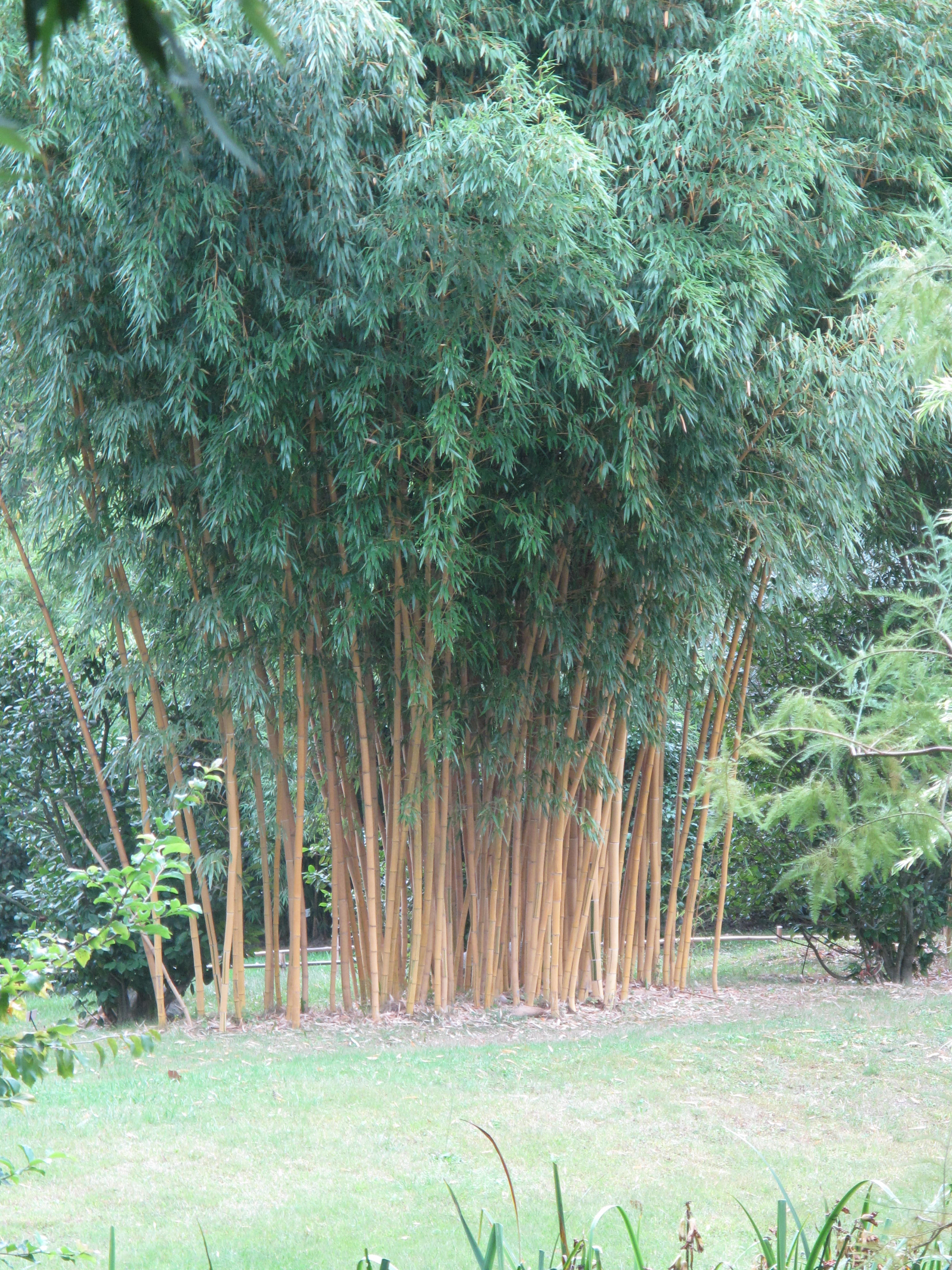
Phyllostachys bambusoides holochrysa.
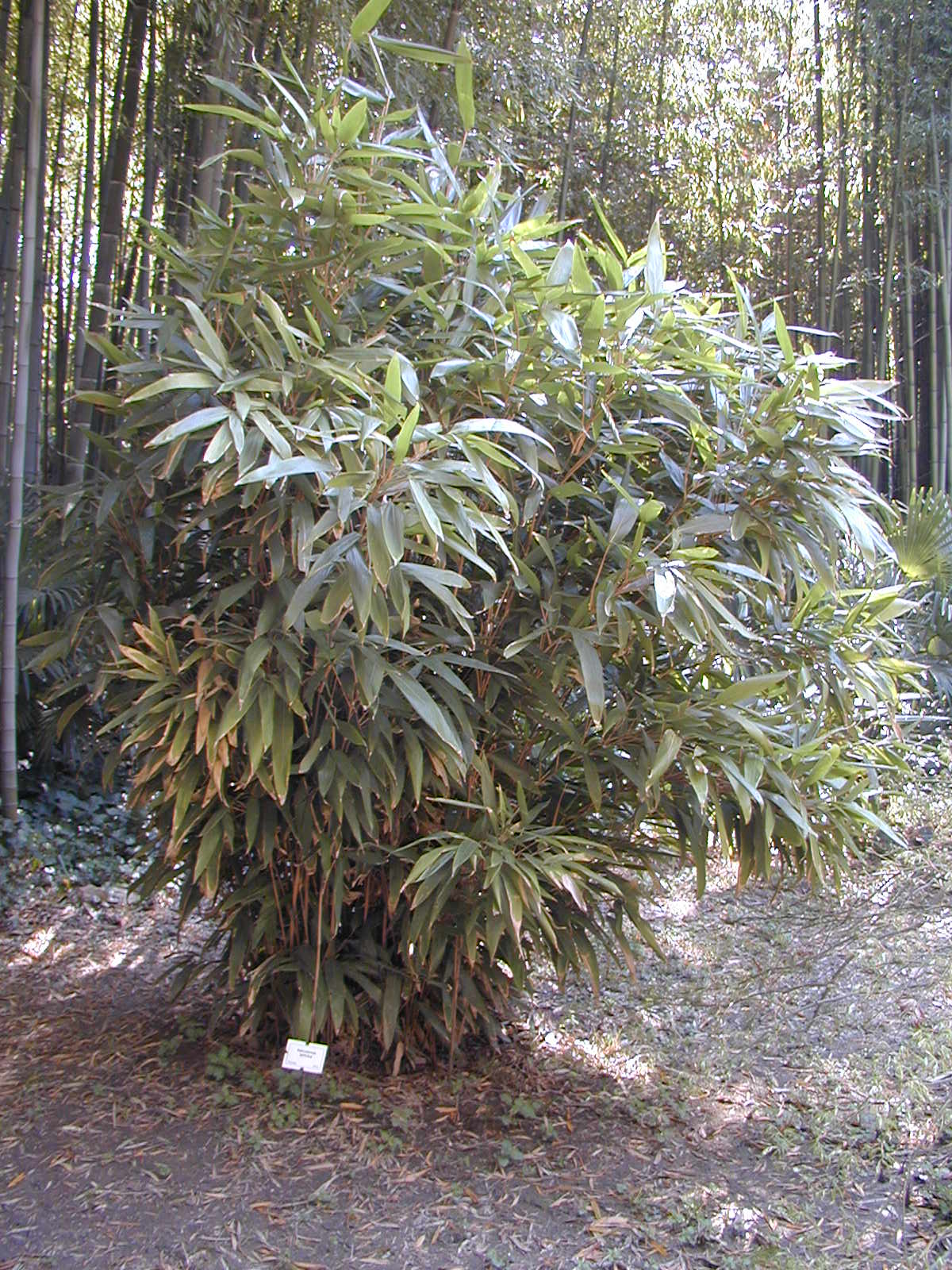
Indocalamus latifolius.
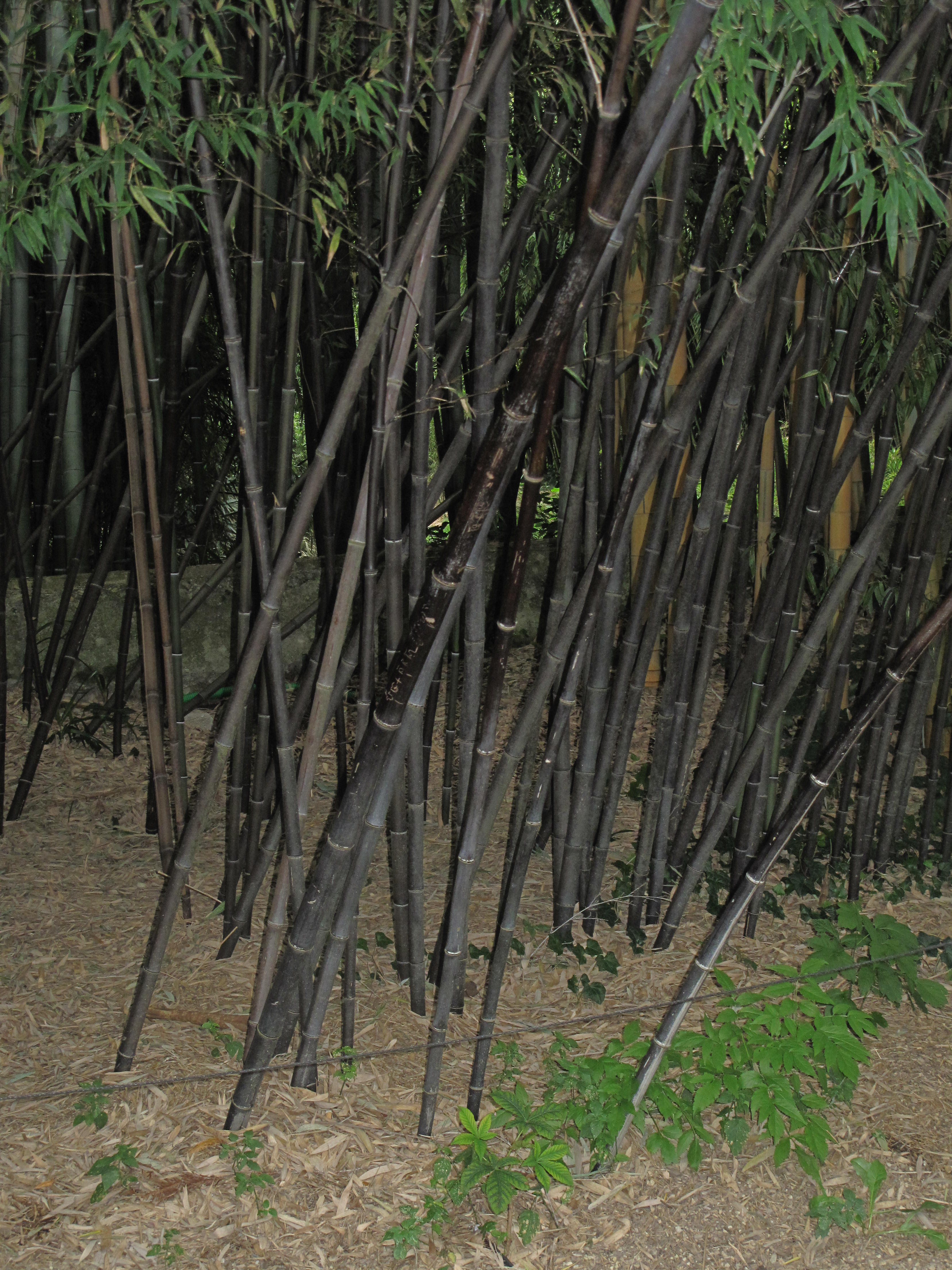
Phyllostachys nigra

- Jardín japonés

Algunas vistas del jardín japonés en la "Bambouseraie de Prafrance".

Vistas
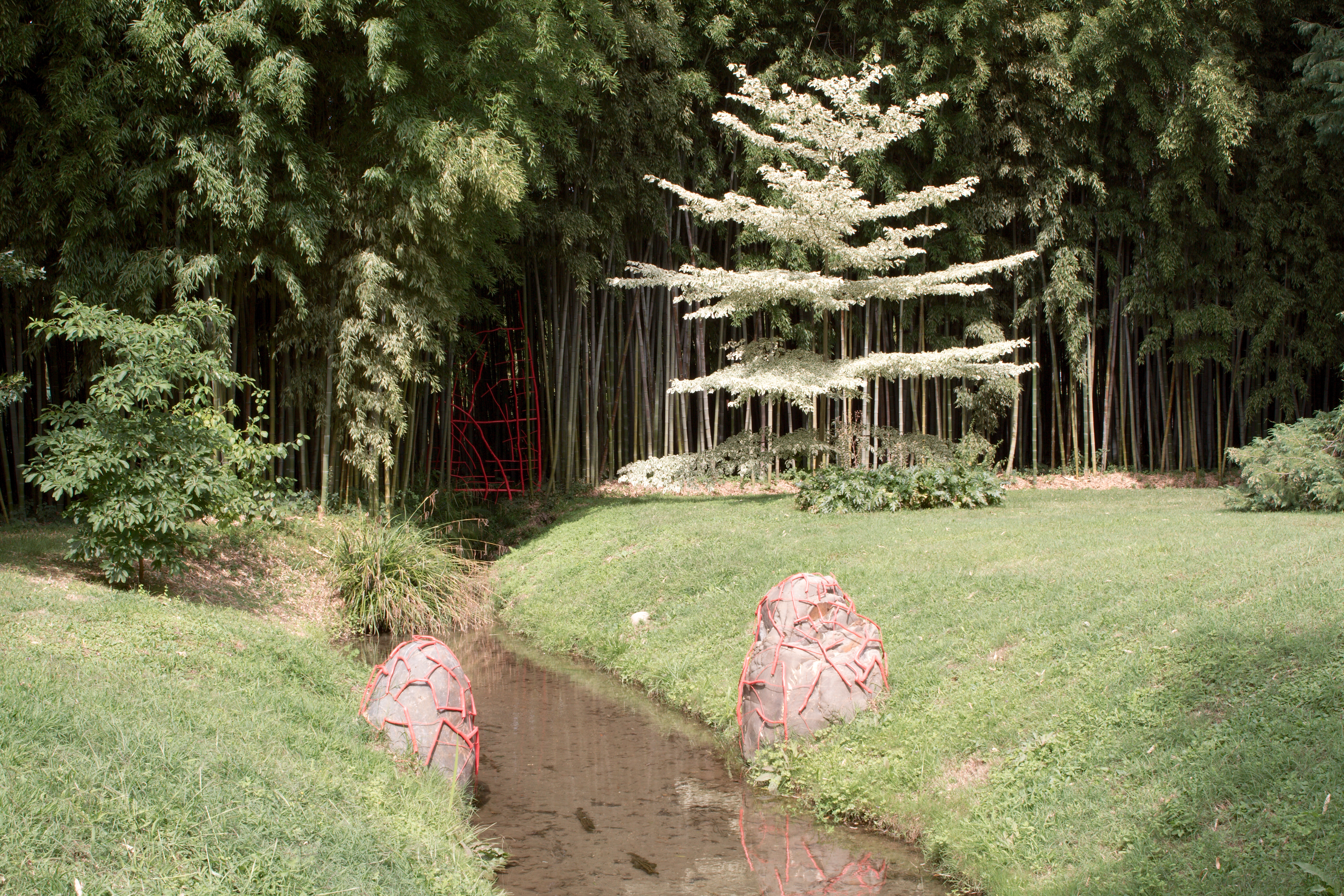
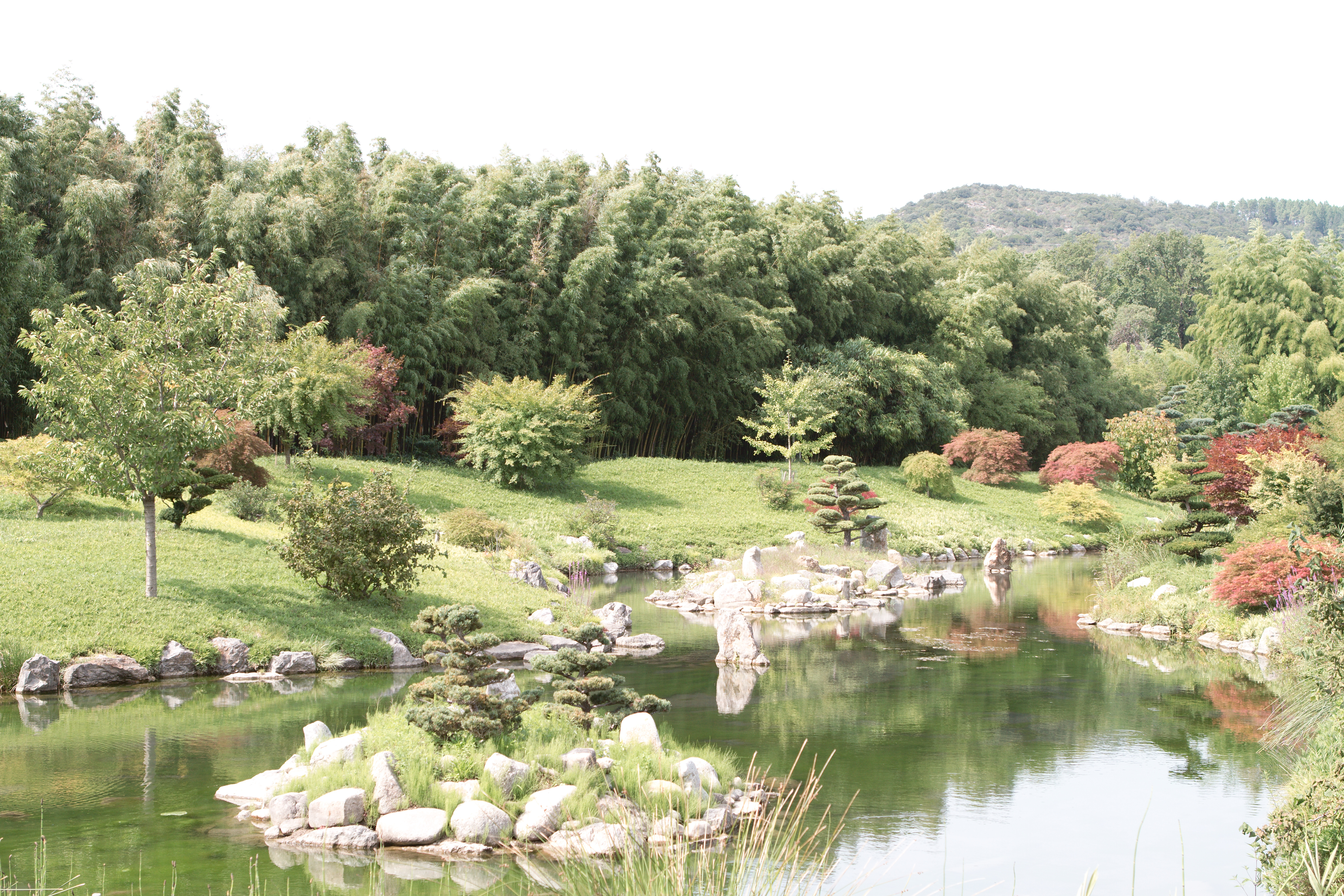
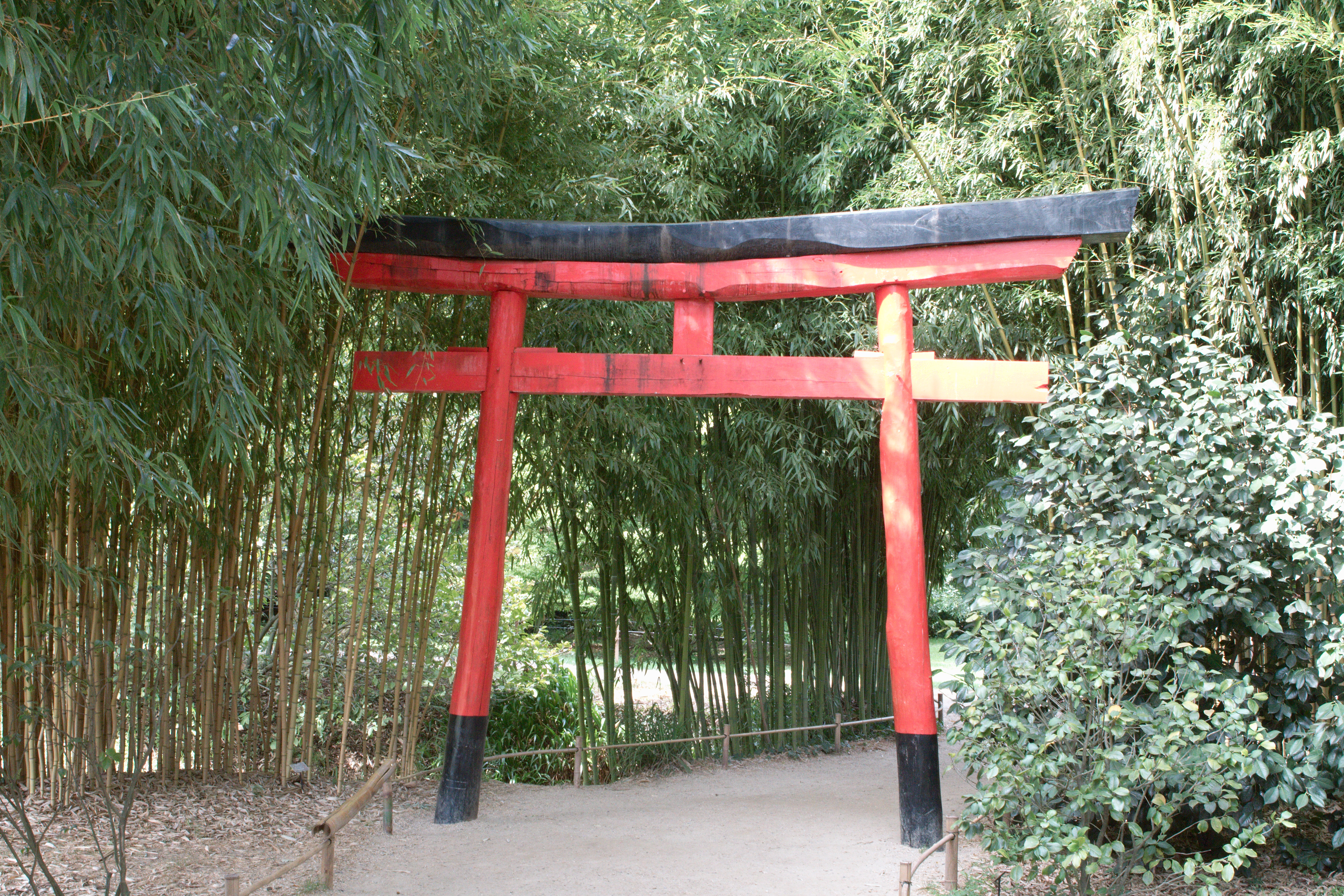

- Colección de Bonsáis

Algunos ejemplares de bonsáis en la "Bambouseraie de Prafrance".

Ejemplares
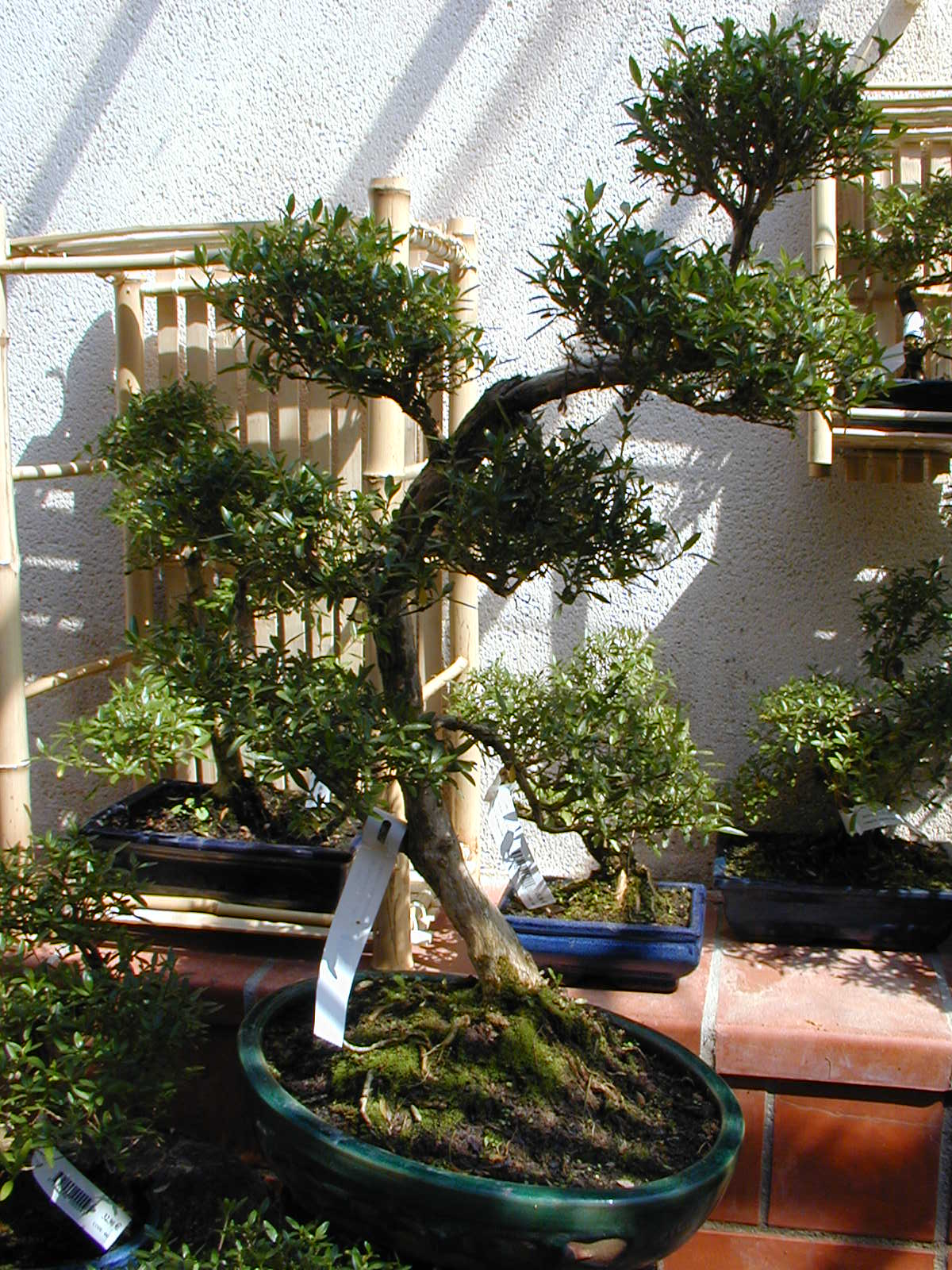
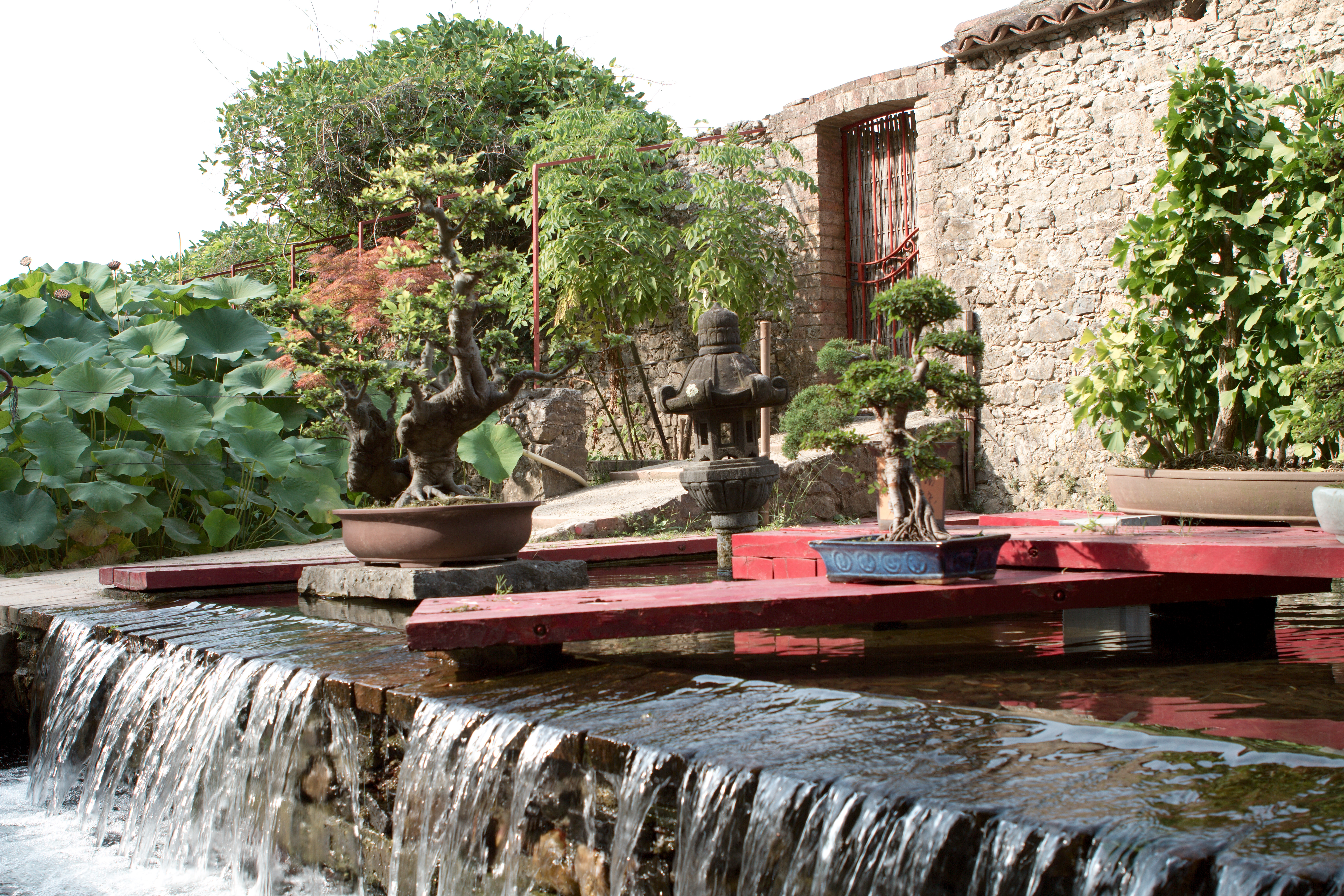
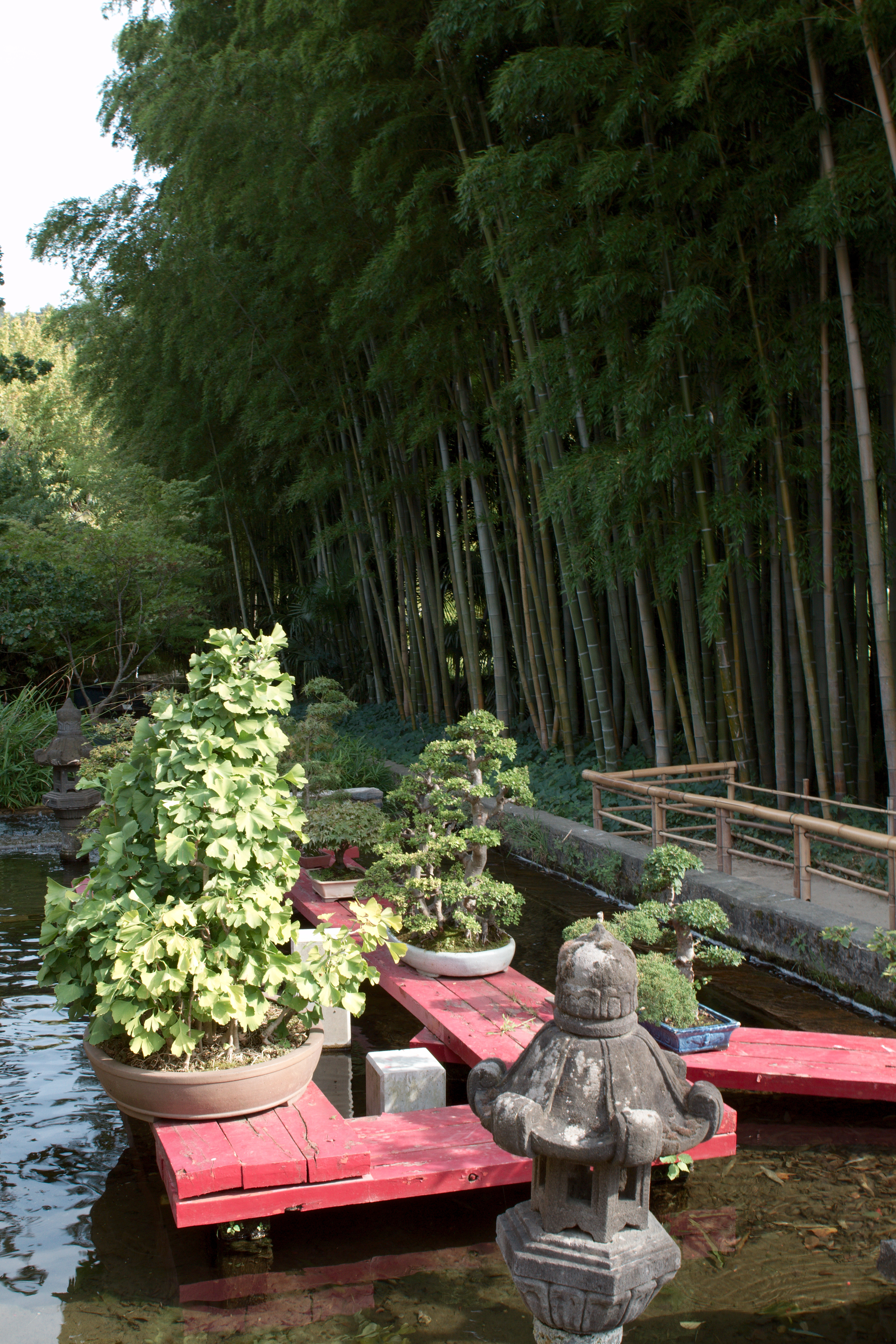

- Laberinto
- Colección de lotos

Flores de Nymphaeas en la "Bambouseraie de Prafrance".

Nymphaeas
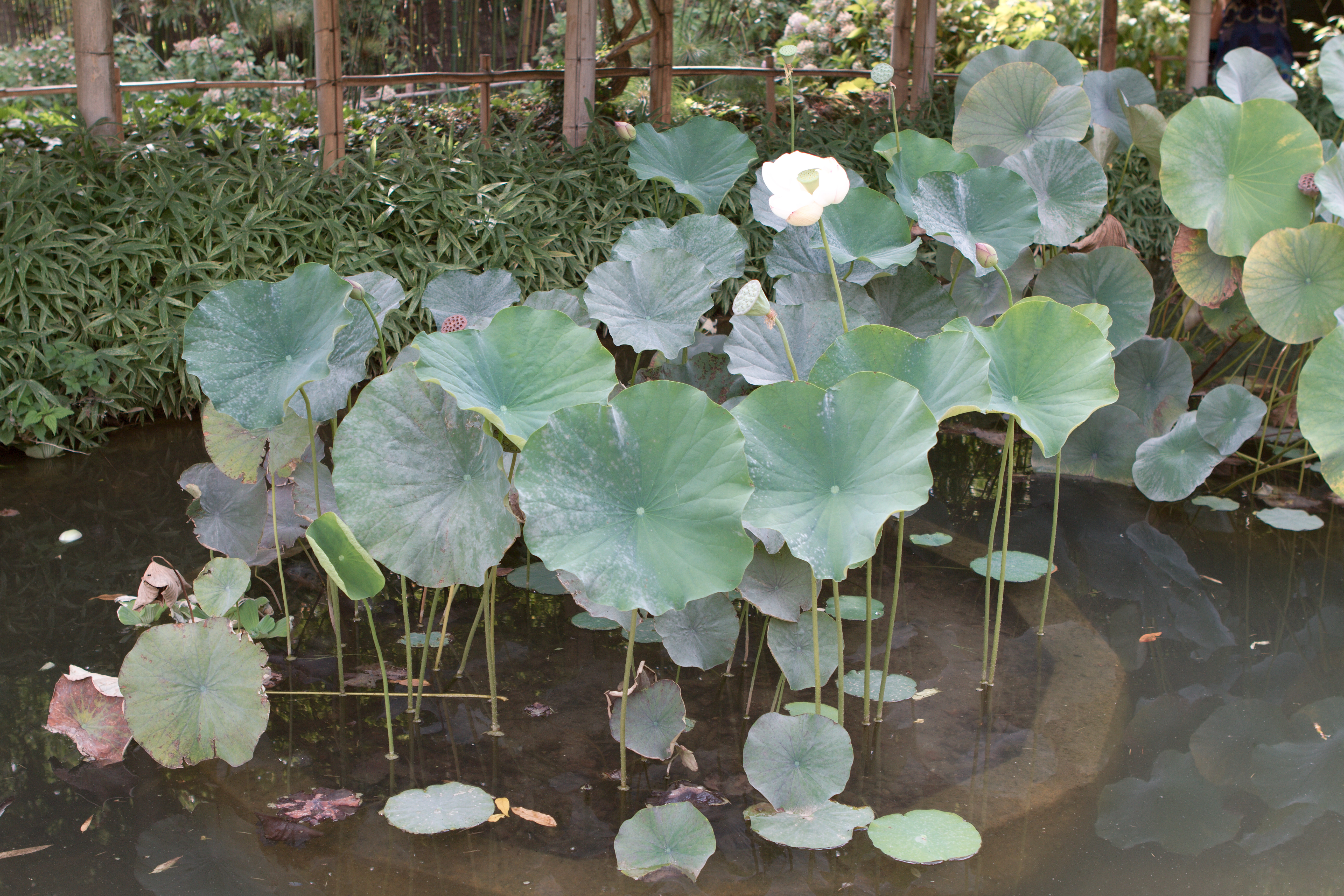
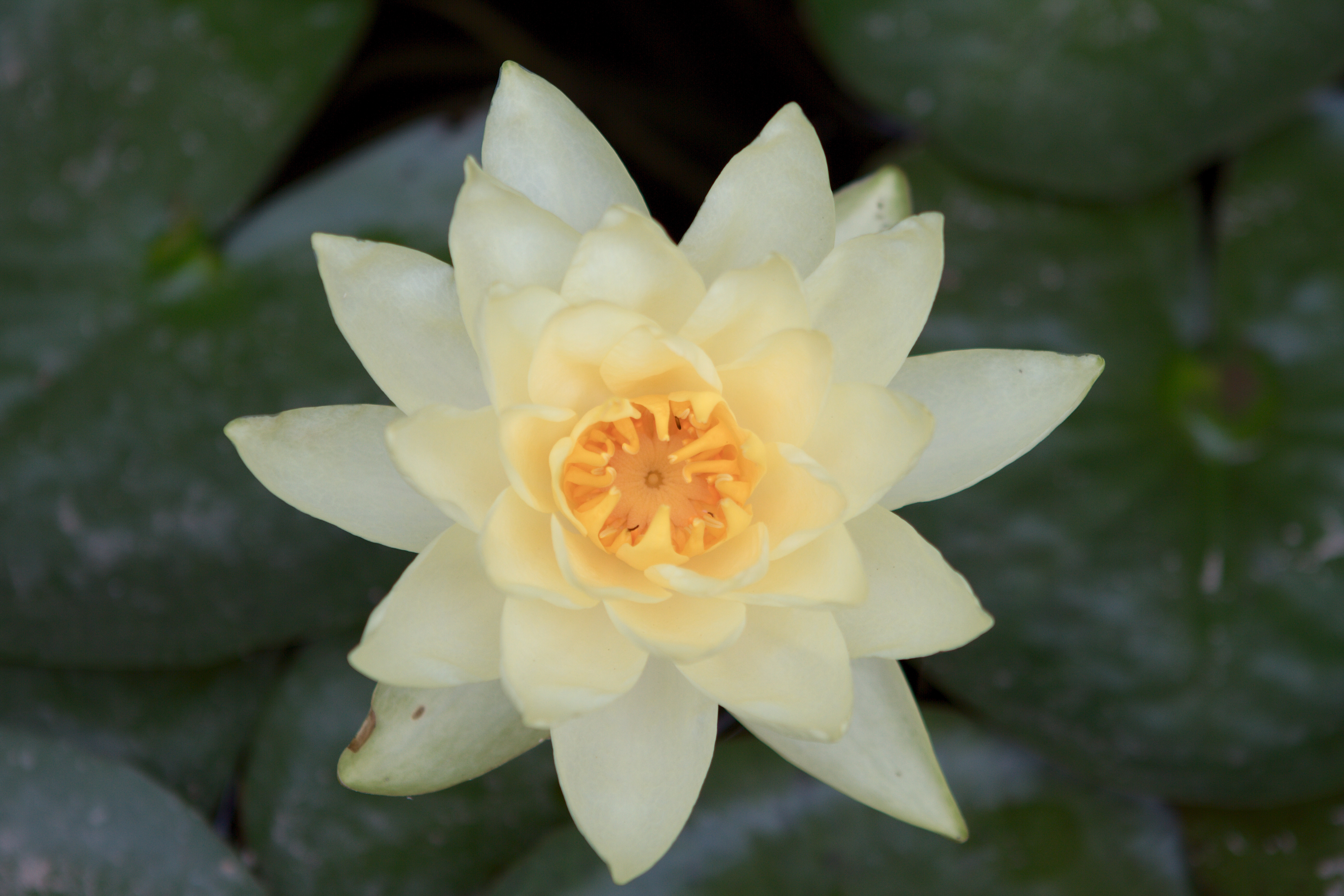
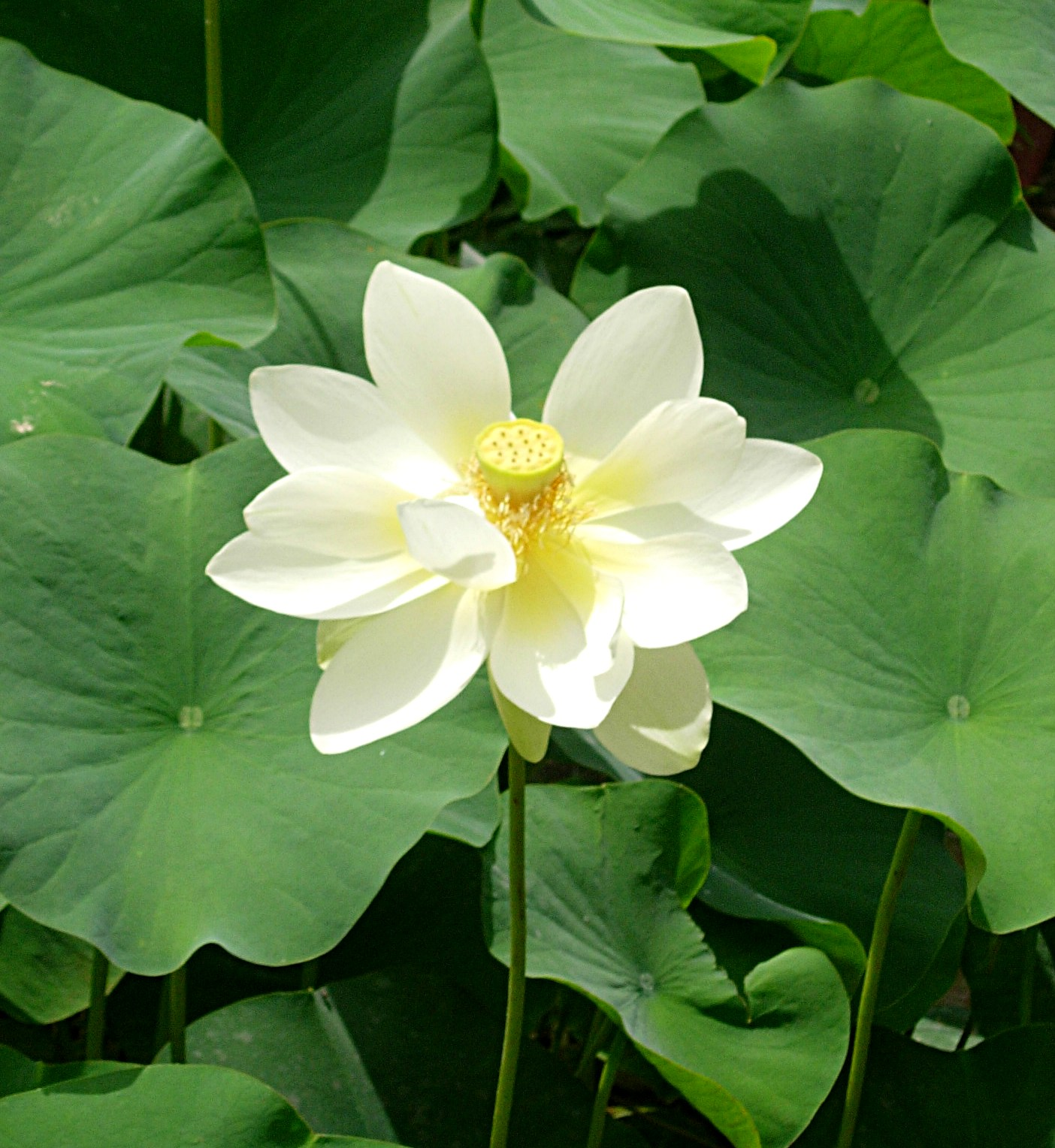
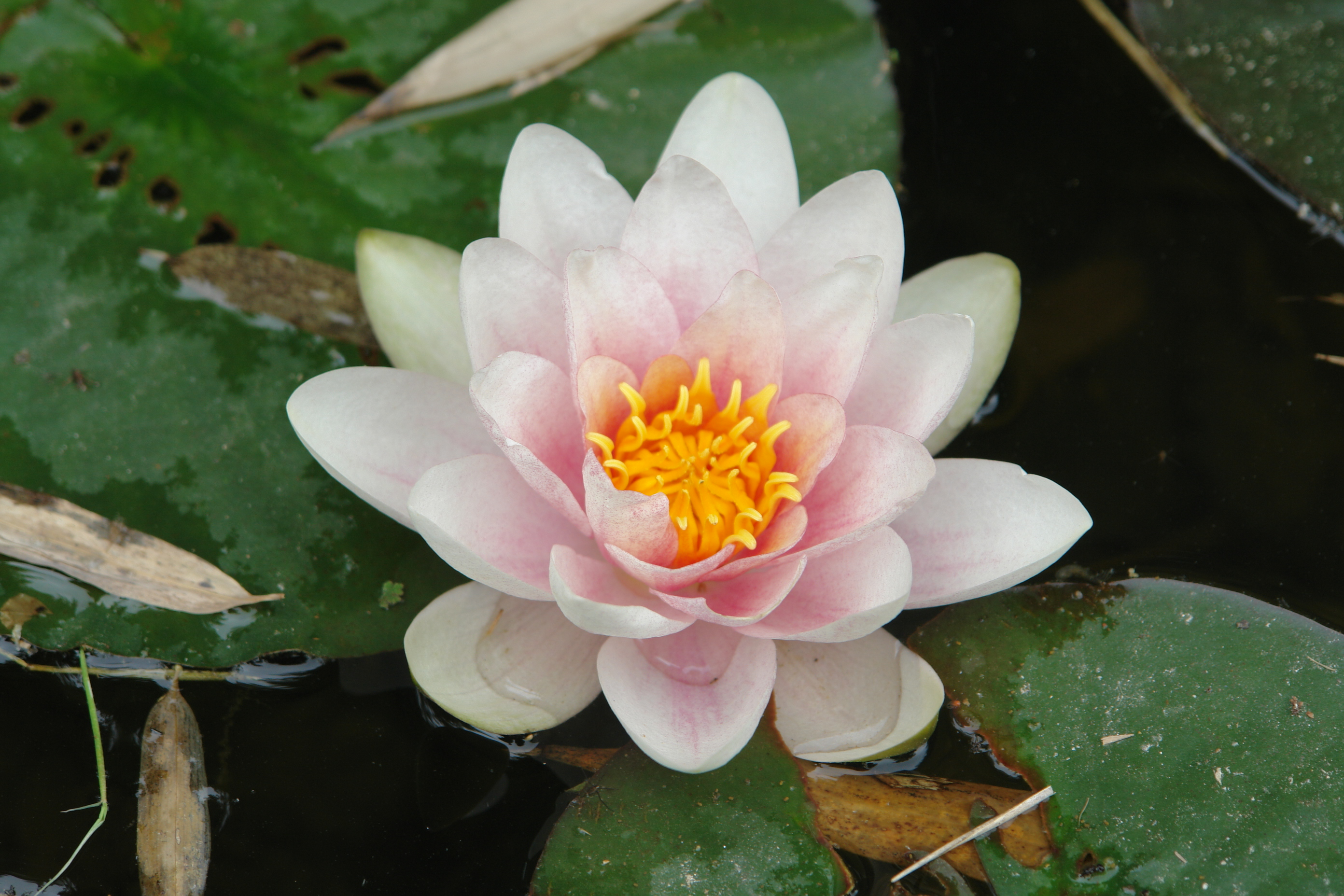
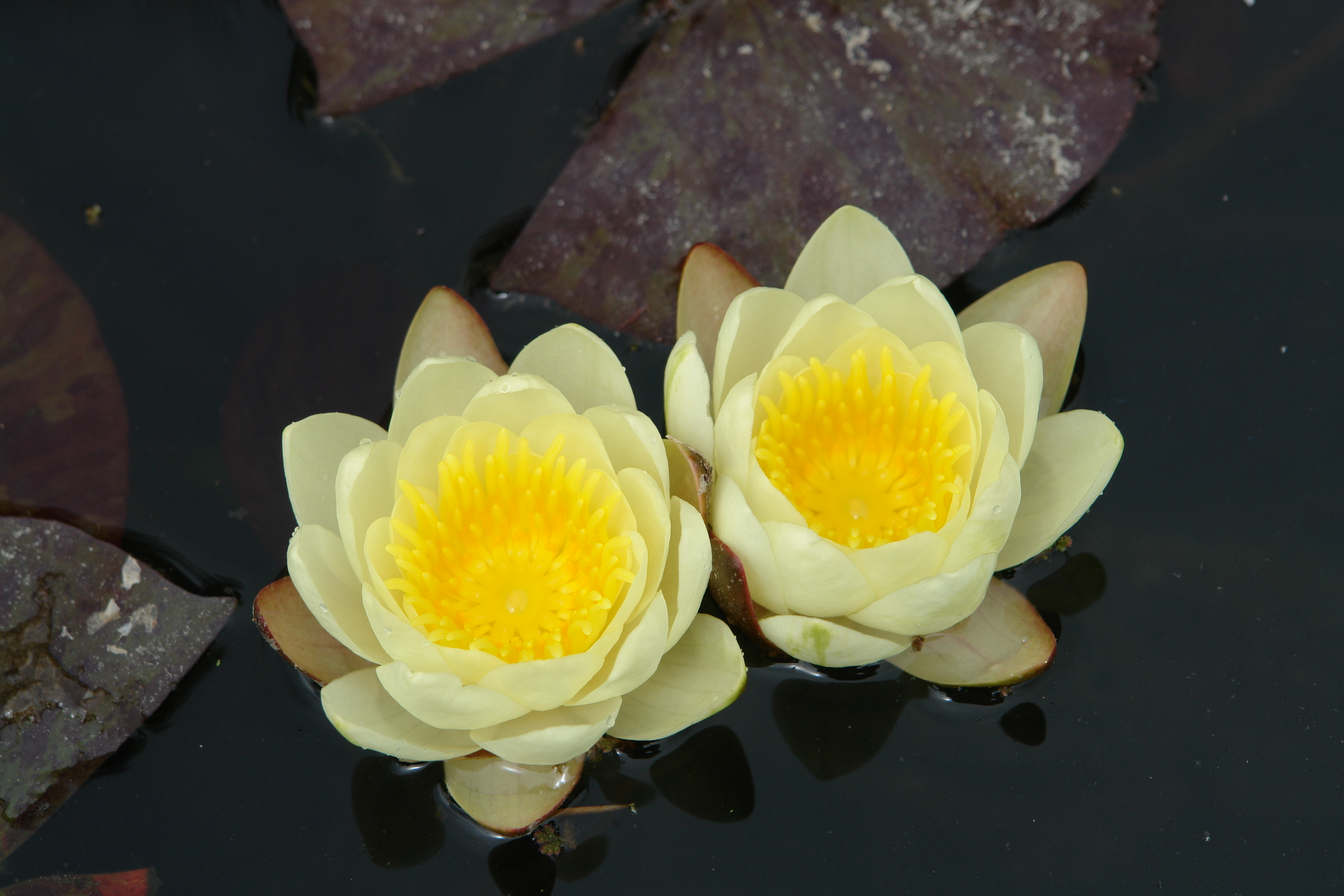

- Valon du dragon, lago en el que en los bordes se exhiben plantas de porte pequeño. Junto al lago es de destacar, un extraordinario ejemplar de Ginkgo biloba centenario de un gran porte u volumen.
- Réplica de villa laosiana.

Villa laosiana en la "Bambouseraie de Prafrance".

Detalles
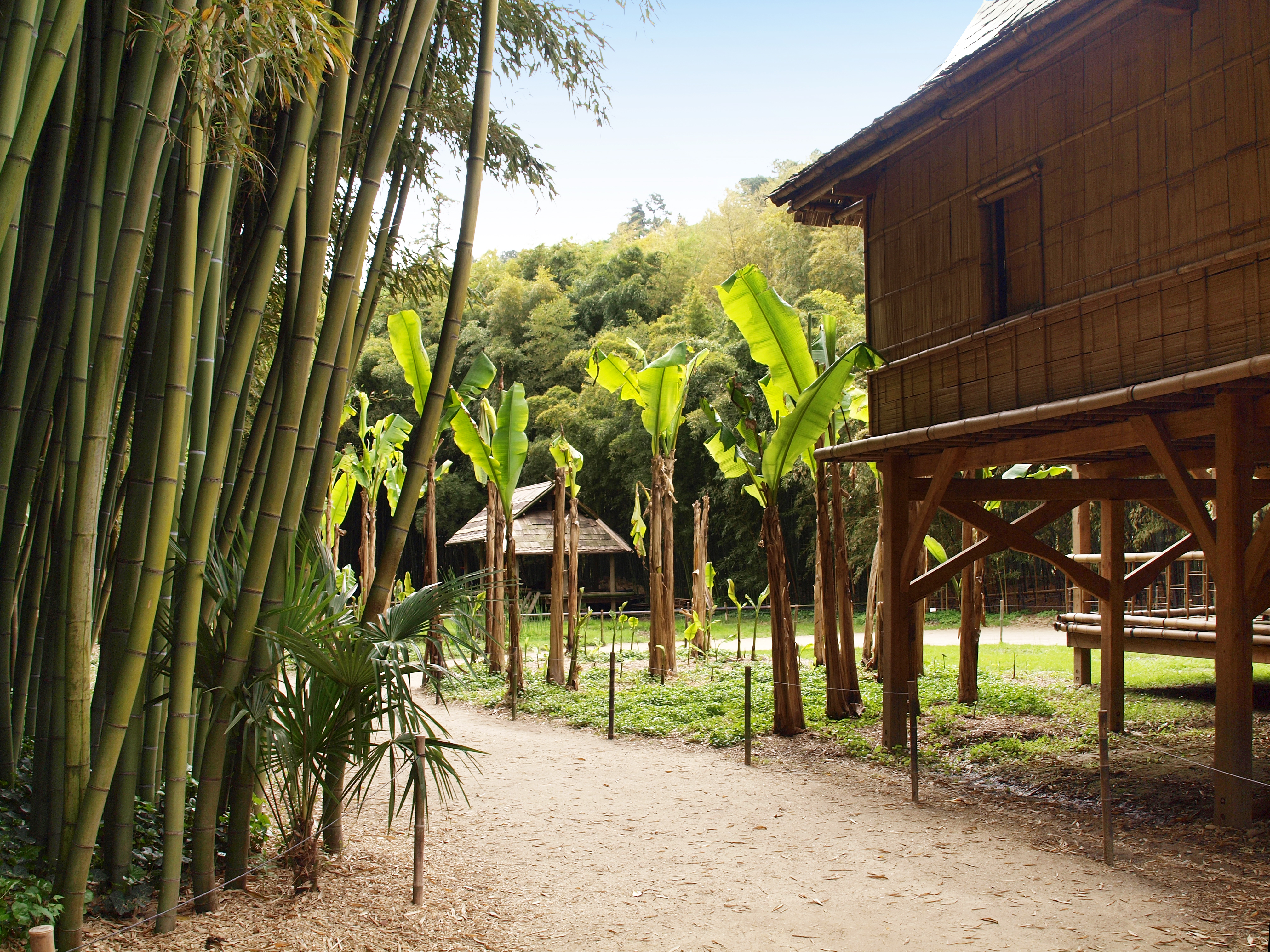
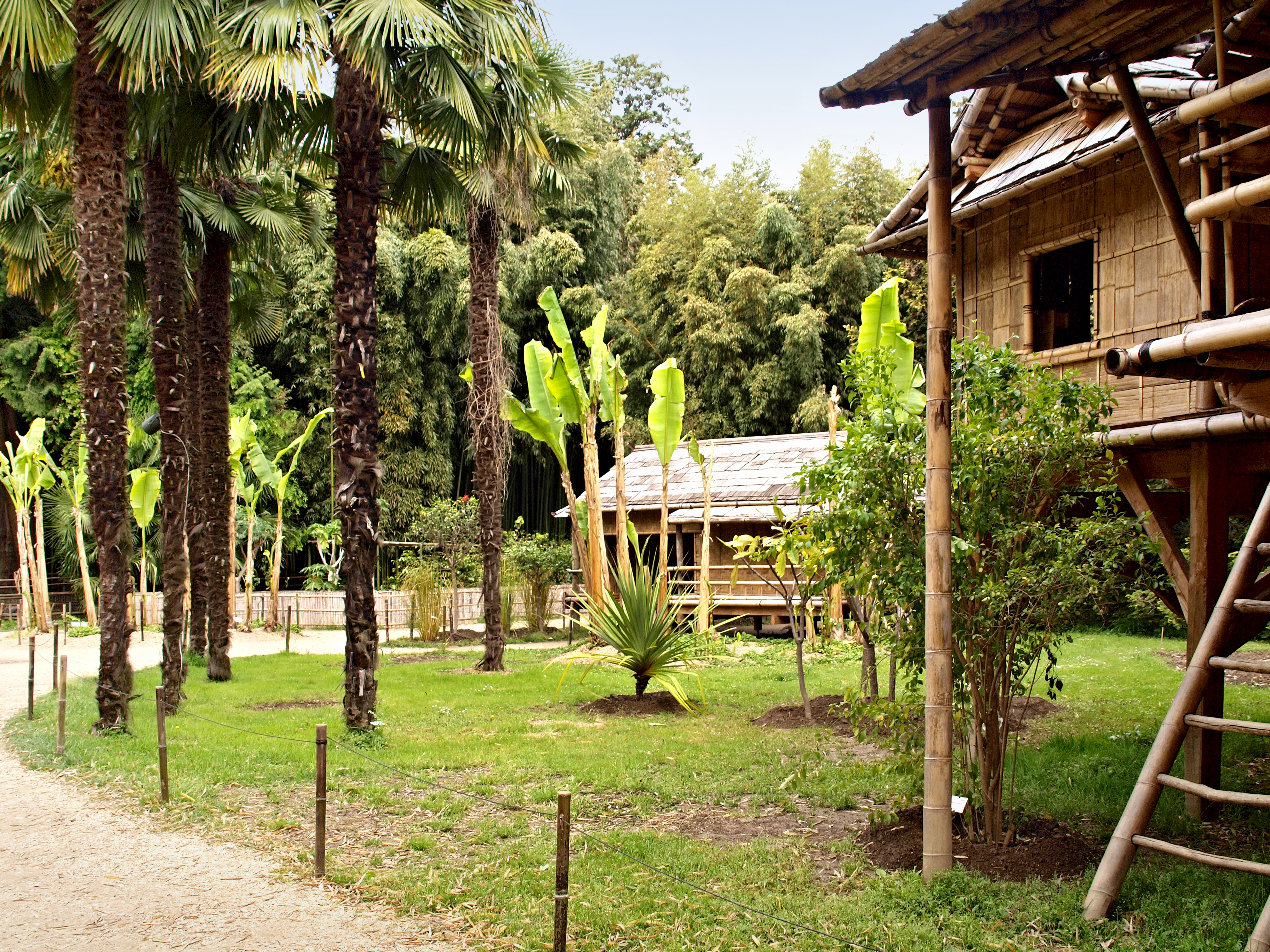
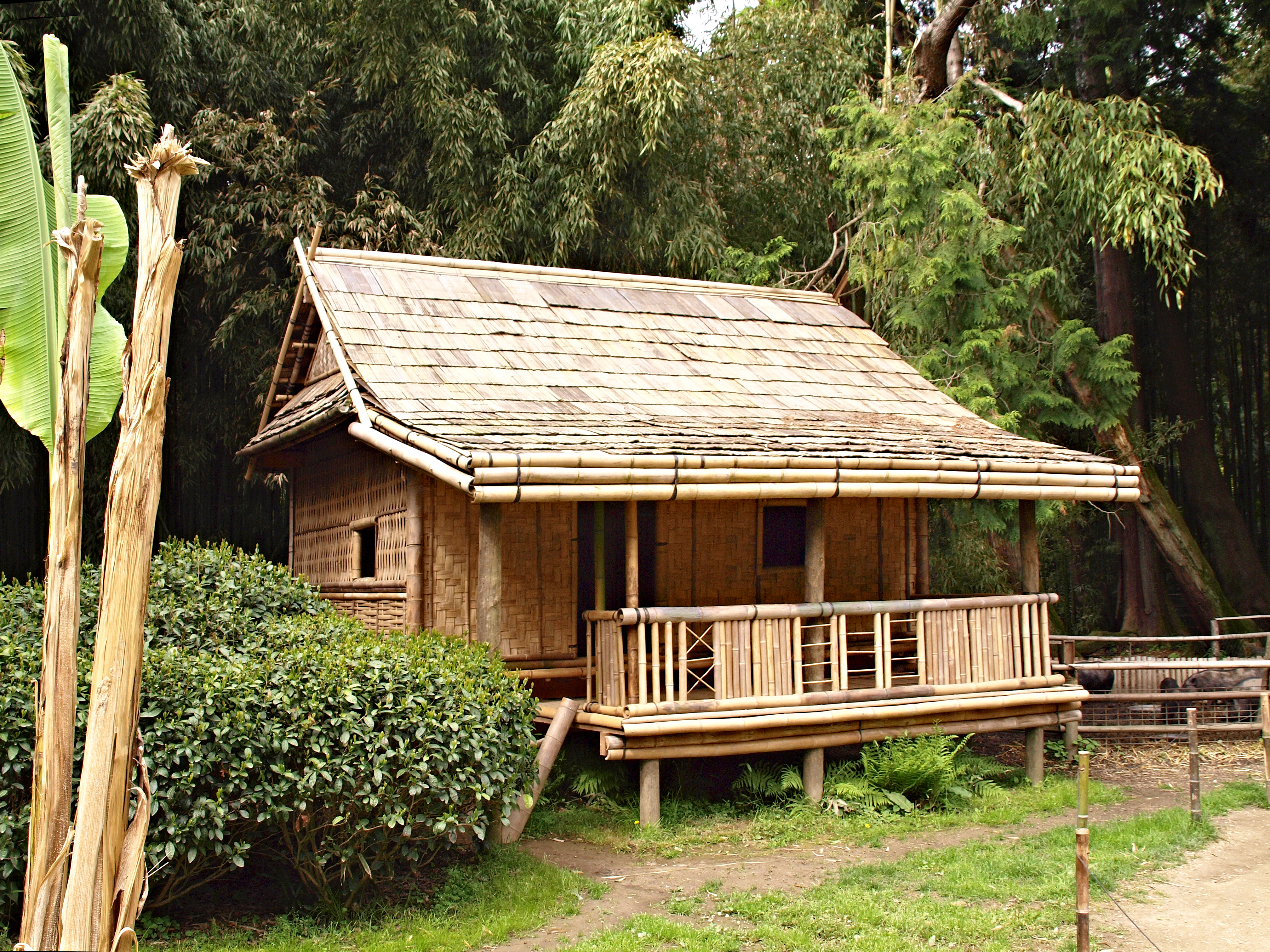

- Invernaderos
- Viveros, donde se reproducen gran número de especies para su venta.
- Granja
- Tiendas

Los bambús prosperaron tan bien en este lugar, ya que se benefician de un microclima particular, que forman una verdadera selva.
Este parque sirvió de marco para el rodaje de varias películas, entre otras El salario del miedo según la novela de Georges Arnaud.